# Millfield (Ohio)
Millfield – jednostka osadnicza w Stanach Zjednoczonych, w stanie Ohio, w hrabstwie Athens.